# Plazma jądrowa
Plazma jądrowa (łac. caryoplasma, nucleoplasma)- jest to obszar jądra komórkowego otoczony błoną, zawierający jednorodną substancję, tzw. sok jądrowy, w której leżą pozostałe części jądra: chromatyna i jąderko.
Na obszarze, który zwykle określano jako plazmę jądrową, występuje rozproszona chromatyna i różne, drobne ziarenka.